# 迪拉山口
迪拉山口 (Dehra La 或 Kompas La) 是位于阿克赛钦西部的一个山口，距离河尾滩边防哨所20公里，是河尾滩往南穿过附近山脊的通道。
在此通道上有一个的名为 (Dehra Compass或Dehra Kompas) 的露营地，其
“Dehra”源自旁遮普语和Saraiki language语单词“dera”，意思是营地，而“Compass”则来自调查官 Kompas Walla 的名字。 
这个营地提供了在印度和塔里木盆地之间的旅行商队休息。欧洲探险家于 1800 年代从此处穿越。
露营地的石造避难所，日后方便印度巡逻队使用和监视该地区。 
中国人民解放军军队在中印边境战争之后控制了该地区，而印度至今仍主张拥有阿克赛钦主权。